# Krzysztof Charamsa
Krzysztof Olaf Charamsa, né le 5 août 1972 à Gdynia en Pologne, est un ancien prêtre catholique, philosophe et théologien polonais — ancien secrétaire adjoint de la Commission théologique internationale à la Congrégation pour la doctrine de la foi — qui a fait son coming out le 3 octobre 2015 à Rome en annonçant publiquement son homosexualité à la veille du synode des évêques sur la mission de la famille dans l'Église et dans le monde entraînant la suspension de sa charge presbytérale et sa réduction à l'état de laïc.

## Biographie

### Enfance et études
Krzysztof Olaf Charamsa naît le 5 août 1972 en Pologne à Gdynia, une petite ville proche de Gdańsk.
De 1991 à 1993, il étudie la théologie et la philosophie à Pelplin en voïvodie de Poméranie. Il poursuit sa formation en Pologne de 1993 à 1997, puis en Suisse à Lugano à la faculté de théologie catholique du campus de Lugano,(qui ne fait pas partie de l'université de la Suisse italienne).

### Sacerdoce
Ordonné prêtre en 1997, Krzysztof Charamsa obtient un doctorat à l'université pontificale grégorienne en 2002. En 2004, il enseigne la théologie à l'Athénée Pontifical Regina Apostolorum et, à partir de 2009, la bioéthique à l'université pontificale grégorienne. En 2003, il devient membre de la Congrégation pour la doctrine de la foi puis, en 2011, secrétaire adjoint de la Commission théologique internationale,, liée à cette même congrégation.

### Coming out
Le 3 octobre 2015, Krzysztof Charamsa fait son coming out en annonçant publiquement son homosexualité à la veille du synode sur la famille,,,. À cette occasion, il révèle également qu'il a un compagnon — Eduard Planas, un Catalan né en 1970, — qu'il présente conjointement à la presse. Le Vatican qualifie la teneur d'une telle déclaration ostentatoire comme relevant d'une infraction « grave et irresponsable, ». Le même jour, faisant suite aux déclarations publiques et interviews de Krzystof Charamsa, le périodique Bolletino affilié au Bureau de presse du Saint-Siège publie un communiqué rédigé par le père Federico Lombardi :

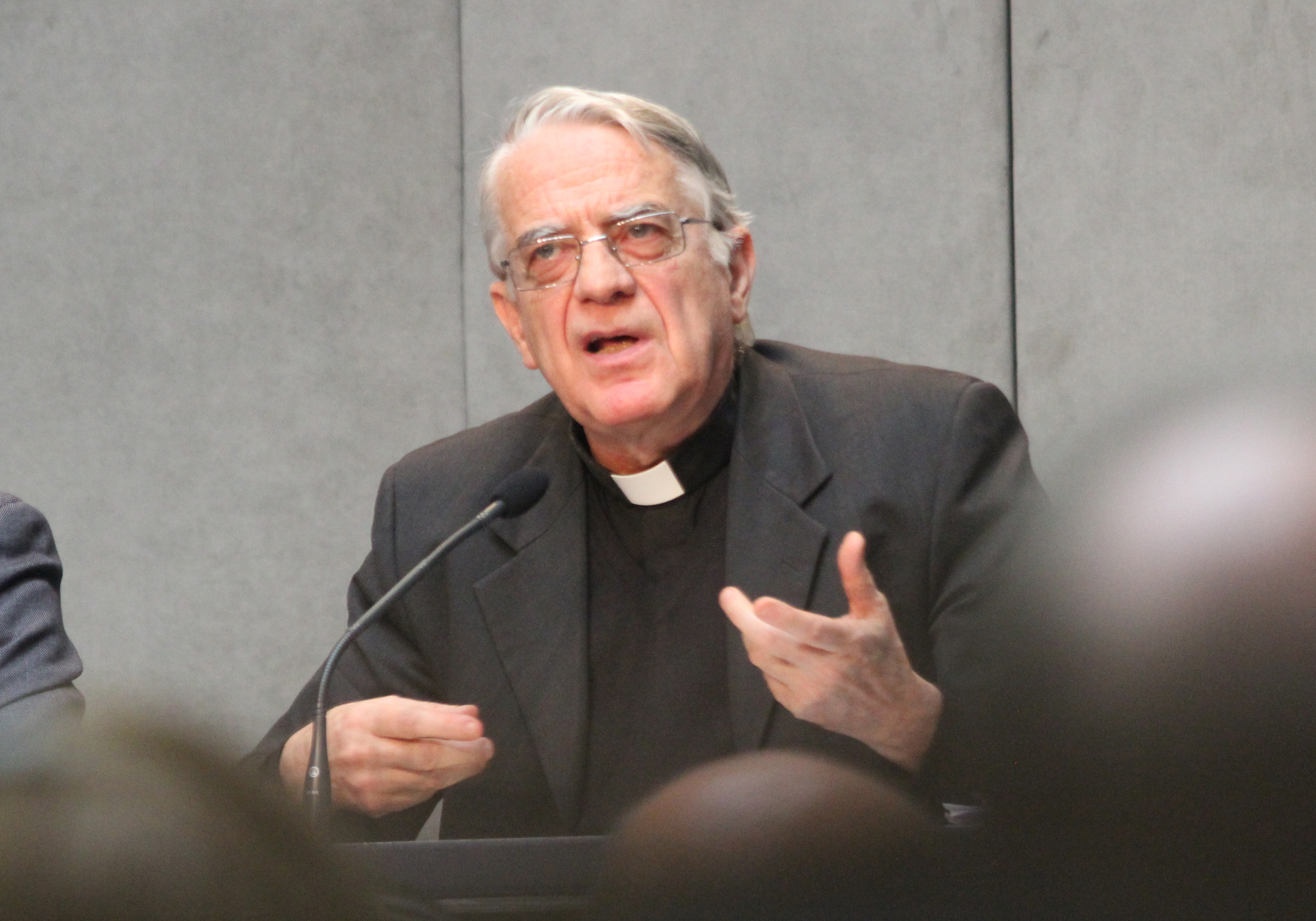
P. Federico Lombardi

« Mis à part le respect dû aux personnes, à leur vie privée et au débat socio-moral qui s'ensuit, une démarche aussi retentissante, effectuée à la veille de l'ouverture du Synode, apparaît comme offensive et irresponsable. De fait, elle tend à exercer une pression médiatique exacerbée sur l'assemblée synodale. Eu égard à ce qui précède, il devient clair que Mgr Charamsa ne peut désormais plus assumer son service auprès de la Congrégation pour la doctrine de la foi tout comme il ne le peut également plus auprès des universités pontificales. Quant aux mesures disciplinaires le visant, elles relèvent de son évêque diocésain . »

— P. Federico Lombardi, 3 octobre 2015, Bureau de presse du Saint-Siège,
 Par voie de conséquence, Krzysztof Charamsa est alors immédiatement démis de ses fonctions auprès du Saint-Siège. Il n'est donc plus titulaire du poste de secrétaire adjoint de la Commission théologique internationale (CRI) et il est également radié de la Congrégation pour la doctrine de la foi, dont il était membre depuis douze ans.

### Suspension
Le 21 octobre 2015, Krzysztof Charamsa est suspendu. Son évêque polonais à Pelpin, Ryszard Kasyna, lui interdit désormais de célébrer la messe, d'administrer des sacrements ou de porter la soutane. À cet effet, il fait établir la communication suivante par l'intermédiaire de son porte-parole : 

« Le 3 octobre, 2015, l'évêque de Pelplin a enjoint au père Krzysztof Charamsa de faire acte de contrition en se ralliant aux postulats ecclésiaux et au sacerdoce du Christ. Son non-désir de modifier le nouveau cours de sa vie et en l’absence de toute déclaration publique de sa part visant à exprimer un geste de repentance dont la nature s'avérerait davantage en adéquation avec les règles de conduite supervisant la vie d'un prêtre catholique, l'évêque de Pelplin s'en réfère dès lors aux normes issues du droit canonique. À cet effet, il suspend le père Krzysztof Charamsa de ses fonctions en le dessaisissant de toute activité pastorale. Il lui interdit également de porter la soutane. Cette condamnation est susceptible d'être révoquée au cas où le père s'amenderait et consentirait à faire machine arrière. Le choix lui appartient. Dans l'Église catholique, le devoir d'un évêque est d'astreindre toute infraction à une punition proportionnelle dont l'objectif demeure néanmoins ouvert au repentir, en adéquation avec les préceptes édictés par Jésus-Christ le bon pasteur dont l'enseignement vise à considérer avec bienveillance toutes celles et ceux qui s'égareraient du droit chemin en rejetant l'enseignement de l'Église. Sous réserve ainsi que le prêtre Charamsa consente à s'amender, sa peine pourra être révoquée. Tout dépend de sa conduite ultérieure. Sans perdre espoir que le père Krzysztof Charamsa puisse un jour réintégrer le sacerdoce et appelant à cet effet les prêtres et les fidèles à la prière, l'évêque de Pelpin procède à l'application de la première exhortation canonique. »

— Ks. Dr Ireneusz Smagliński, porte-parole de l'évêque de Pelplin, 21 octobre 2015
La suspense précitée aboutissant ici à l'éviction du clergé avec effet immédiat se réclame en l'occurrence des articles 1394 § 1 § 2 et 1395 § 1  du Code de droit canonique de 1983 en application du décret promulgué par le pape Jean-Paul II.

## Publications
- (it) « L’immutabilità di Dio. L'insegnamento di San Tommaso d'Aquino nei suoi sviluppi presso i commentatori scolastici » [« L'immutabilité de Dieu : l'enseignement de saint Thomas d'Aquin dans ses développements auprès des commentateurs scolastiques »], Angelicum : periodicum trimestre, Rome, Editrice Gregoriana, vol. 80, t. 2,‎ 2002-2003, p. 513 (ISBN 8876529438, ISSN 1123-5772, OCLC 206634311)
- (it) Davvero Dio soffre? La Tradizione e l'insegnamento di San Tommaso [« Dieu souffre-t-il vraiment ? La tradition et l'enseignement de saint Thomas »], Bologne, Edizioni Studio Domenicano, coll. « Sacra doctrina (doctrine sacrée) » (no 1-2), 2003, 316 p. (ISBN 88-7094-485-9, lire en ligne)
- (it) Il rosario. Una scuola di preghiera contemplativa; Riflessioni sulla Lettera Apostolica di Giovanni Paolo II Rosarium Virginis Mariae; in appendice : I misteri della luce [« Le chapelet. Une école de prière contemplative ; réflexions sur la lettre apostolique de Jean-Paul II Rosarium Virginis Mariaee ; en annexe : — Les mystères de la lumière »], État de la Cité du Vatican, Librairie éditrice vaticane, 2003, 102 p. (ISBN 88-209-7435-5)
- (it) Percorsi di formazione sacerdotale : perché si generi la "Forma Christi" [« Itinéraire d'un parcours sacerdotal »], Cité du Vatican, Libreria Editrice Vaticana, 2005, 328 p., avec la collaboration de G. Borgonovo (ISBN 88-209-7694-3)
- (it) Eucaristia e libertà [« Eucharistie et liberté »], Cité du Vatican, Libreria Editrice Vaticana, 2006, avec la collaboration de G. Borgonovo (ISBN 88-209-7838-5)
- (it) La voce della fede cristiana. Introduzione al Cristianesimo di Joseph Ratzinger – Benedetto XVI, 40 anni dopo [« La voix de la foi chrétienne : introduction au christianisme de Joseph Ratzinger – Benoît XVI, 40 années plus tard »], Rome, ART, 2009, 276 p., avec la collaboration de N. Capizzi (ISBN 978-88-89174-89-0)
- (it) Abitare la Parola. In compagnia della Madre del Verbo [« Incarner la parole aux côtés de la Mère du Verbe »], Rome, Editrice Rogate, 2011 (ISBN 978-88-8075-402-2)
- (it) « Temi e principi della dottrina mariana di Sant’Agostino d’Ippona » [« Thèmes et principes inhérents à la doctrine mariale de Saint Augustin d'Hippone »], Alpha Omega, vol. XV, no 1,‎ 2012, pp. 73-105 (lire en ligne [PDF])
- (it) Virtù e vocazione. Un cammino mariano [« Vertu et vocation : un chemin marial »], Rome, Editrice Rogate, 2014 (ISBN 978-88-8075-426-8)
- La prima pietra. Io, prete gay, e la mia ribellione all’ipocrisia della Chiesa, Rizzoli 2016  (ISBN 978-88-1709-021-6)

## Poèmes
- (pl) Przyczynki do wiary człowieka współczesnego. Słowa urwane. Medytacje [« Contributions à la foi de l'homme moderne : méditations »], Pelplin, Bernardinum, 2004, 111 p. (ISBN 83-7380-188-X)
- (pl) 2.04.2005. Zapiski rzymskiej podróży Kościoła, Bernardinum, Pelplin 2006  (ISBN 83-7380-348-3).
- (pl) Radości adwentu. Medytacje na czas oczekiwania [« La joie de l'Avent : méditations consacrée au temps de l'attente »], Pelplin, Bernardinum, 2007, 43 p. (ISBN 978-83-7380-528-6)
- (pl) Cierpienie dla zbawienia [« La souffrance vouée au salut »], Pelplin, Bernardinum, 2008 (ISBN 978-83-7380-576-7)

### Traductions
1. ↑  (it) « A proposito delle dichiarazioni e interviste rilasciate da Mons. Krzystof Charamsa si deve osservare che - nonostante il rispetto che meritano le vicende e le situazioni personali e le riflessioni su di esse -, la scelta di operare una manifestazione così clamorosa alla vigilia dell’apertura del Sinodo appare molto grave e non responsabile, poiché mira a sottoporre l’assemblea sinodale a una indebita pressione mediatica. Certamente mons. Charamsa non potrà continuare a svolgere i compiti precedenti presso la Congregazione per la dottrina della fede e le università pontificie, mentre gli altri aspetti della sua situazione sono di competenza del suo Ordinario diocesano[14],[15]. »
2. ↑  (pl) « W dniu 3 października 2015 roku biskup pelpliński upomniał i wezwał ks. Krzysztofa Charamsę do nawrócenia i powrotu do prawdziwej nauki Kościoła i Chrystusowego kapłaństwa. Wobec braku jakiejkolwiek woli poprawy życia ks. Charamsy i publicznych  deklaracji świadczących o dalszym życiu niezgodnym z zasadami postępowania kapłana katolickiego, biskup pelpliński zgodnie z normami Kodeksu Prawa Kanonicznego, z dniem 17 października 2015 roku, nałożył na ks. Krzysztofa Charamsę karę suspensy, zakazując wykonywania wszystkich aktów władzy święceń oraz noszenia stroju duchownego. Kara ta ma za zadanie wzbudzić w księdzu Charamsie rzeczywistą poprawę życia i może być cofnięta. Zależy to jednak od dalszego postępowania wspomnianego kapłana. W Kościele Katolickim nawet kara suspensy ma charakter wzywający do opamiętania. Obowiązkiem bowiem biskupa, naśladującego Jezusa Chrystusa – Dobrego Pasterza, jest szukanie tych, którzy błądzą w swoich poglądach, odrzucając nauczanie Kościoła.  Mając na to nadzieję biskup pelpliński posłużył się najpierw kanonicznym upomnieniem. Nie tracąc tejże nadziei na pełny powrót ks. Krzysztofa Charamsy do Chrystusowego kapłaństwa, biskup pelpliński prosi kapłanów i wiernych o modlitwę w tej sprawie[18]. »

## Sitographie
- Notices d'autorité :   - VIAF
  - ISNI
  - BnF (données)
  - IdRef
  - LCCN
  - GND
  - Italie
  - Pays-Bas
  - Pologne
  - NUKAT
  - Catalogne
  - Vatican
  - Portugal